# Microsoft Certified Professional
Microsoft Certified Professional – MCP (em português, Profissional Certificado Microsoft) é uma credencial do programa de certificação ou uma referência ao próprio programa de certificação da Microsoft Corporation, multinacional líder na área de software.
A certificação é um programa complementar de formação, que prova a capacidade do profissional de implementar, planejar, administrar, desenvolver ou solucionar problemas em uma ou mais tecnologias da Microsoft, com o máximo de eficiência e menores custos.

## Carreira
A credencial MCP é concedido após de um mínimo de dois exames certificados a Microsoft. Posteriormente, é possível prosseguir como Profissional de IT ou como Desenvolvedor, sendo Microsoft Certified Systems Engineer – MCSE (Engenheiro de Sistemas Certificado Microsoft), 7 exames, Microsoft Certified Solution Developer – MCSD (Desenvolvedor de Solução Certificado Microsoft), 4 exames, e Microsoft Certified Database Administrator – MCDBA (Administrador de banco de dados Certificado Microsoft), 4 exames, as mais altas credenciais.
Na carreira de Profissional de IT, existem também as especializações em Security (Segurança) ou Messaging (Comunicação, tradução livre) para MCSA e MCSE.
Porém, é um comum equívoco pensar que as outras credenciais, consideradas de nível intermediário, como Microsoft Certified Desktop Support Technician – MCDST (Suporte Técnico de Desktop Certificado Microsoft) e Microsoft Certified Systems Administrator – MCSA (Administrador de Sistemas Certificado Microsoft), são dispensáveis, pois cada uma possui um escopo específico, ou seja, uma credencial não substitui a outra.

## Nova geração
Para continuar suprindo as necessidades do mercado, e aproveitando a experiência acumulada de mais de 10 anos de existência, em 2007, foi criado um novo programa de carreira. Os objetivos principais são de tornar mais claras as credenciais para que os empregadores possam rapidamente identificar os profissionais adequados as suas necessidades e também de tornar os caminhos menos tortuosos, ou seja, diminuir o número de provas e concentrar no que é relevante, um  tempo menor para elevar o nível de dificuldade.
Existem três séries, série Technology (Tecnologia), com a credencial Microsoft Certified Technology Specialist – MCTS (Especialista em Tecnologia Certificado Microsoft), série Professional (Profissional), com as credenciais Microsoft Certified IT Professional – MCITP (Professional de Tecnologia da Informação Certificado Microsoft) e Microsoft Certified Professional Developer – MCPD (Desenvolvedor Profissional Certificado Microsoft) e a série Architect (Arquiteto), com seu próprio programa Microsoft Certified Architect – MCA (Arquiteto Certificado Microsoft).

### Exame
Para cada exame de certificação há um ou até vários cursos oficiais fornecidos pela própria Microsoft, que são ministrados por Microsoft Certified Trainer – MCT (Instrutor Certificado Microsoft) e em Centros Oficiais de Treinamento (CPLS), com o objetivo de ajudar na preparação dos candidatos. Entretanto, a falta de experiência ou embasamento teórico pode prejudicar seriamente o candidato, fazendo não atingir a pontuação necessária para obter êxito.
Os exames são realizados em centros credenciados e podem conter questões de múltipla escolha até problemas em ambientes simulados, sendo também o tempo um critério de avaliação. Além disso, alguns exames estão somente disponíveis em inglês.

## Certificações

### Microsoft Certified Partner
O programa Microsoft Certified Professional pode também integrar-se com o programa de parceria da Microsoft, Microsoft Certified Partner (Parceiro Certificado Microsoft), permitindo que as empresas parceiras que possui funcionários certificados ganhem pontos/benefícios.

### Microsoft Certified Architect
O novo programa de certificação Microsoft Certified Architect possui critérios próprios de avaliação, além da prova eletrônica, há obrigatoriedade de comprovar experiência de mais de 10 anos na área e de ser avaliado por uma banca examinadora.

### Microsoft Certified Solutions Associate
Também referido como MCSA, é utilizada pela Microsoft para nomear os Profissionais de TI que conquistaram a Certificação MCSA de uma determinada tecnologia, e provê que o profissional possui as principais habilidades técnicas sobre sistemas Microsoft.